# Площа Маланюка
Пло́ща Маланюка́ — площа у Львові, в центральній частині міста, неподалік від проспекту Шевченка. Розташована між вулицями Мирослава Скорика та Миколи Вороного.
Площа має форму неправильного ромба (зі сторонами завдовжки бл. 50 м), витягнутого з півдня на північ (від вулиці Чайковського до вулиці Вороного). Із заходу до площі прилучається вулиця Тиха.

## Назва
- 1828—1892 роки — площа Хоронщизни[5].
- 1892—1941 роки — площа Домбровського В., на честь львівського ремісника-лакувальника, президента міста Львова[6], Почесного громадянина Львова Вацлава Домбровського[5].
- листопад 1941 — липень 1944 роки — Бурґпляц[7].
- липень 1944 — 1950 роки — площа Домбровського В., повернена передвоєнна назва[8].
- 1950—1993 роки — площа Домбровського Я., на честь польського політика, військового діяча, головнокомандувача збройних сил Паризької Комуни Ярослава Домбровського[8].
- сучасна назва від 1993 року, на честь українського письменника, поета, публіциста Євгена Маланюка[9][10].

## Забудова
В архітектурному ансамблі площі Маланюка переважає класицизм, віденська сецесія. Будинок під № 7 внесений до Реєстру пам'яток архітектури місцевого значення.

### Будинки
№ 1 — салон краси «Перлина».
№ 2 — власна кам'яниця Вацлава Домбровського, споруджена у другій половині XIX століття. 1892 року на його честь названа ця площа. Нині на першому поверсі будинку міститься стоматологічна клініка Ухача Р. Т.
№ 3 — у міжвоєнний період тут містилися міський відділ здоров'я та лазня Духенського. Упродовж січня 1940 — березня 1951 року, з перервою на час німецької окупації міста, в будинку працювала одна з чотирьох дільниць народного суду Сталінського району міста Львова. Після утворення 5 квітня 1951 року з частини території Залізничного, Сталінського та Червоноармійського району — Ленінський район міста Львова, в будинку запрацювала одна з п'яти дільниць народного суду Ленінського району міста Львова. 30 червня 1960 року скасовано поділ народних судів на дільниці та введено єдину назву — народний суд Ленінського району міста Львова. 1991 року перейменований на Галицький районний суд міста Львова, а у будівлі відділу суду, що на площі Маланюка, 3, відтоді міститься прокуратура Галицького району міста Львова. У 1950-х роках тут також діяли плодоовочевий комбінат та міський відділ здоров’я.
№ 4 — на початку XX століття в будинку працювала лазня. Нині тут міститься салон краси і школа перукарського мистецтва Степана Ченя.
№ 6 — до 2005 року історики вважали, що у цьому двоповерховому будинку на початку XX століття мешкав історик, професор Львівського університету Михайло Грушевський. Навіть планувалося встановити там пам’ятну таблицю. Факт проживання Грушевських за цією адресою не підтвердився. У 1900—1902 роках родина Грушевських мешкала у власній віллі на вулиці Понінського, 6 (нині — вулиця Франка, 154). Нині в будинку містяться офіси різних організацій, зокрема, офіс Львівської обласної організації «Союз Чорнобиль України». 
№ 7 — триповерхова кам'яниця, споруджена 1897 року у неоромантичному стилі. У радянський час — звичайний житловий будинок. 2013 року у кам'яниці відкрився бутик-готель «Шопен», розрахований на сімнадцять номерів. Будинок внесений до Реєстру пам'яток архітектури місцевого значення під охоронним № 718-м.
№ 8 — до 1939 року тут містилася нотаріальна контора доктора права Ефроїма Стіха.

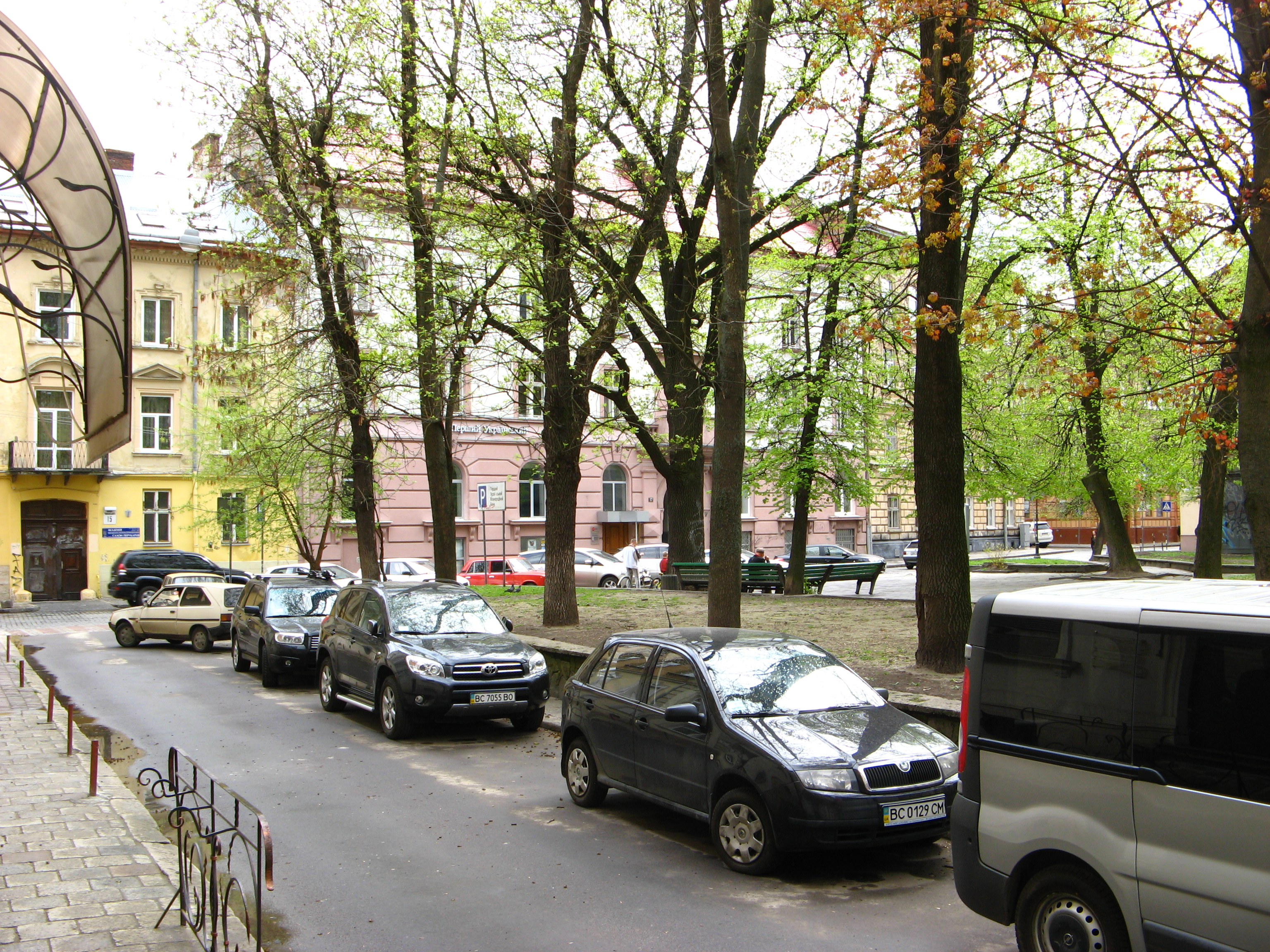
Західна частина площі
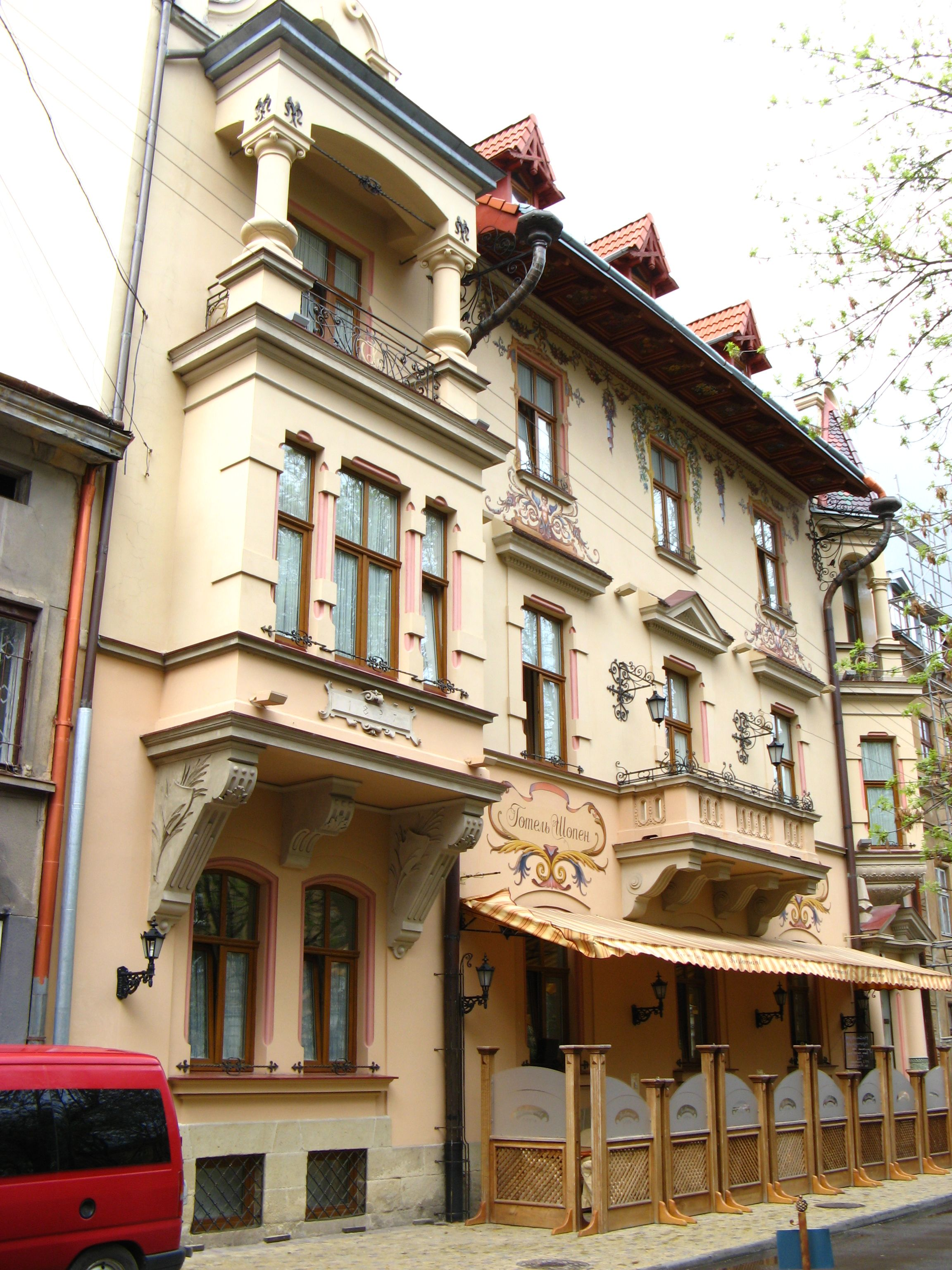
Готель «Шопен» (пл. Маланюка, 7)
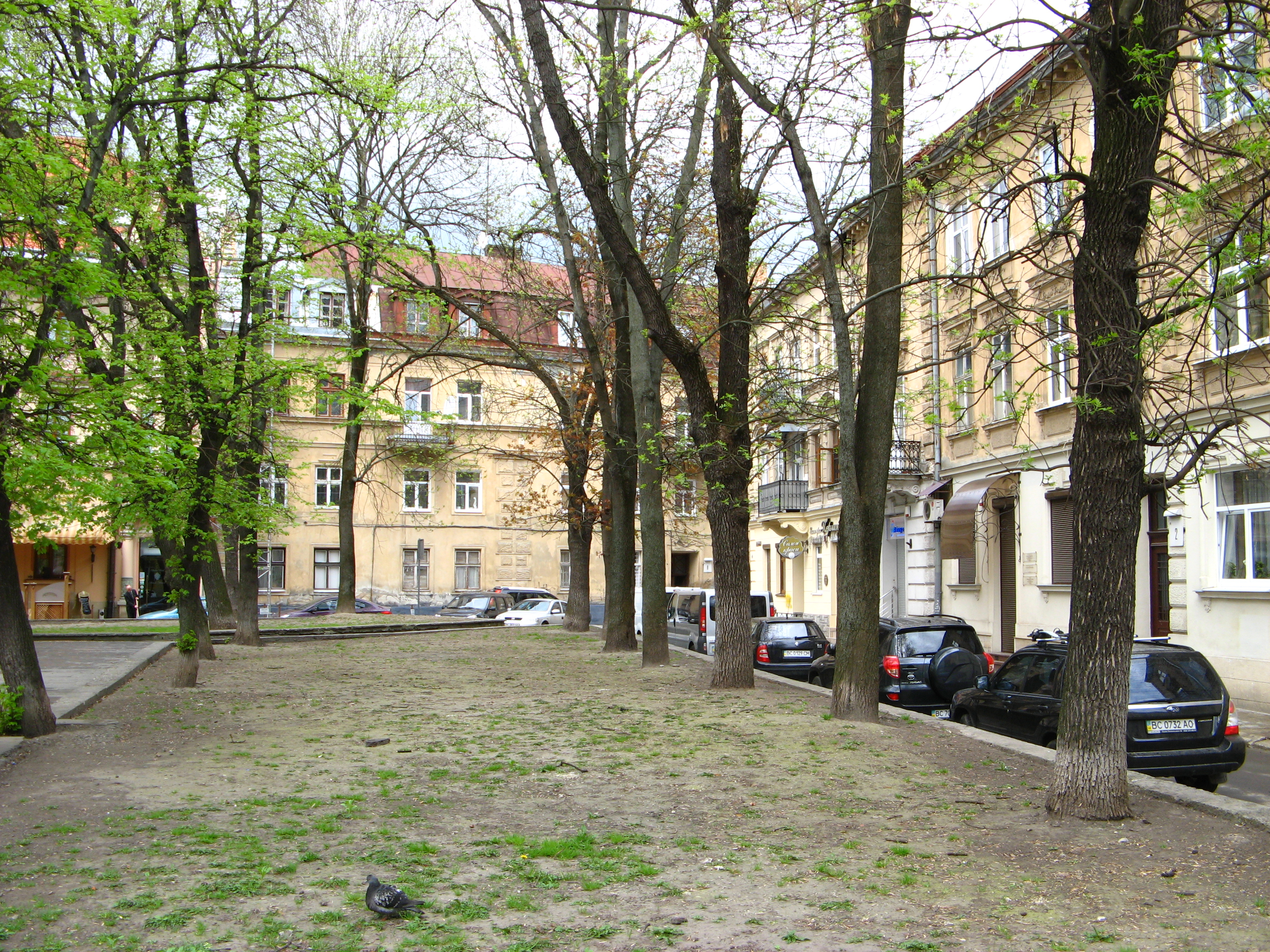
Східна частина площі

Посередині площі розташований сквер, де у XIX столітті існувала криниця. У 1933—1941 роках криниця була доповнена скульптурним фонтаном. У січні 1980 року на місці фонтану встановлений та відкритий пам'ятник радянському письменнику Степанові Тудору (скульптор — Дмитро Крвавич, архітектор — Мирон Вендзилович). Демонтований 7 вересня 2016 року. Після закінчення реконструкції площі у 2018 році, тут запрацював питний фонтан-бювет. Фонтан сконструйований таким чином, щоб з нього могли пити і люди, і домашні улюбленці. 26 серпня 2021 року в межах 5-го міжнародного фестивалю класичної музики «LvivMozArt», присвяченому 230-літтю від дня народження композитора Франца Ксавера Моцарта, на площі Маланюка відкрили алегоричну скульптуру композитора (скульптор Себастіан Швайкерт).

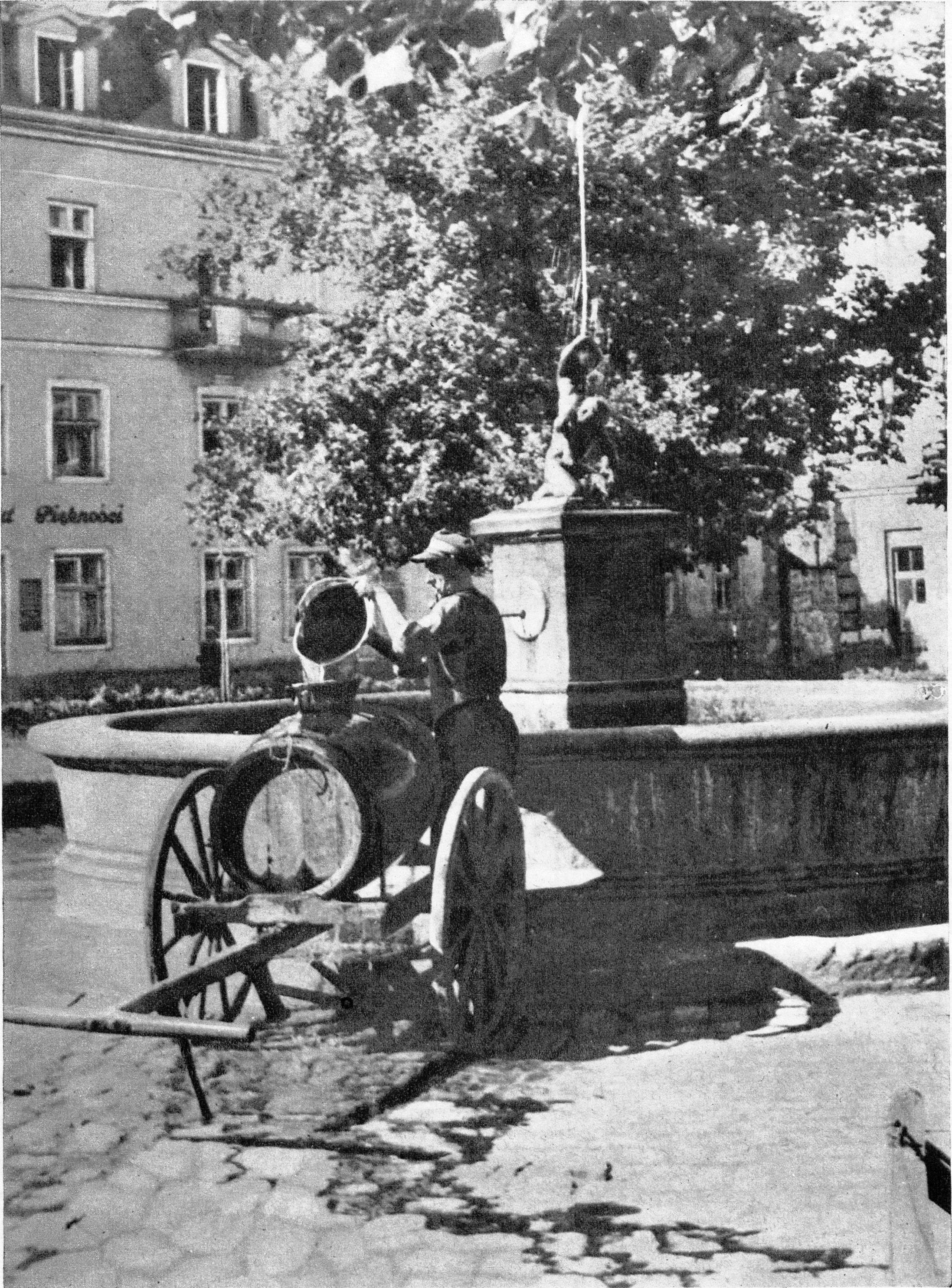
Криниця з скульптурним фонтаном (1934)
Пам'ятник Степанові Тудору
Скульптура композитора Франца Ксавера Вольфганга Моцарта